# The Voice in Me
The Voice in Me – trzeci album niemieckiej wokalistki Joany Zimmer. Album promowały dwa single Bringing Down the Moon oraz If It’s Too Late. Wokalistka nagrywała płytę w studiu LaCarr Studios. Autorami tekstów na płytę są: Desmond Child, Andreas Carlsson, Rick Nowels, Diane Warren, Marjorie Maye, Andy Marvel, Marcella Detroit, Richard Stanard i Burt Bacharach.

## Edycja standardowa
| #   | Tytuł                         | Autorzy                                                                            | Producent                    | Czas |
| --- | ----------------------------- | ---------------------------------------------------------------------------------- | ---------------------------- | ---- |
| 1.  | „Bringing Down the Moon”      | Andy Marvel, Marjorie Maye                                                         | Nick Nice, Pontus Söderqvist | 3:41 |
| 2.  | „Let’s Get to the Love Part”  | Chris Braide, Andreas Carlsson, Desmond Child                                      | Nick Nice, Pontus Söderqvist | 3:25 |
| 3.  | „Have a Thing Tonight”        | Alan Glass, Richard Darbyshire, Sandi Strmljan                                     | Nick Nice, Pontus Söderqvist | 3:01 |
| 4.  | „If It’s Too Late”            | Kara Dioguardi, Rick Nowels, Gregg Alexander                                       | Nick Nice, Pontus Söderqvist | 3:15 |
| 5.  | „Can’t Fall Down”             | Nick Nice, Pontus Söderqvist, Michele Vice-Maslin                                  | Nick Nice, Pontus Söderqvist | 3:54 |
| 6.  | „In Between”                  | Hiten Bharadia, Jamie Hartman                                                      | Nick Nice, Pontus Söderqvist | 3:29 |
| 7.  | „Don’t Touch Me There”        | Douglas Shawe, Chris Hinson                                                        | Nick Nice, Pontus Söderqvist | 4:55 |
| 8.  | „Don’t Weigh Me Down”         | Marcella Levy, Richard „Biff” Stannard, Dave Morgan                                | Nick Nice, Pontus Söderqvist | 4:11 |
| 9.  | "Strangest Thing”             | Alex Geringas, Alan Glass, Tim Fraser, Jan Kelber, Lucinda Barry, Joachim Schlüter | Thorsten Brötzmann           | 3:22 |
| 10. | „History”                     | Vince DeGiorgio, Robert Wells, Christopher Anderson, Bryan Potvin                  | Nick Nice, Pontus Söderqvist | 4:11 |
| 11. | „Bring It On”                 | Niklas Hillbom, Patrik Berggren                                                    | Nick Nice, Pontus Söderqvist | 3:36 |
| 12. | „Hearts Don’t Lie”            | Burt Bacharach, Andreas Carlsson, Kristian Lundin                                  | Nick Nice, Pontus Söderqvist | 3:42 |
| 13. | „What is the Good in Goodbye” | Tim Hawes, Randy Bachman                                                           | Thorsten Brötzmann           | 3:33 |
| 14. | „This is my Life”             | Dave Storey, Detlef Petersen                                                       | Thorsten Brötzmann           | 3:31 |

## Pozycje na listach
| Rok  | Lista      | Pozycja |
| 2007 | Niemcy     | 22      |
| 2007 | Szwajcaria | 25      |
| 2007 | Austria    | 51      |
| ---- | ---------- | ------- |